# Nginx
Енџиникс (енгл. Nginx) је веб сервер, а може служити још и као реверзни прокси сервер, прокси сервер за IMAP, POP3 и SMTP протокол.
Написао га је Игор Сисоев, који је почео рад са њим 2004. године, када му је био потребан сервер за компанију за коју је тада радио. Основао је, 2011. године, властиту компанију која се бави развојем Енџинекса и продаје подршку и пакете Енџинекс Плус.

## Популарност
Према истраживању Netcraft, анкетирањем веб-сервера новембра 2016. године пронађено је да је Nginx други најчешће коришћени веб-сервер на свим 'активним' сајтовима (18,22% анкетираних сајтова) и за најважнијих милион пословних веб-сајтова (27,83% испитаних веб-сајтова). Према W3Techs, искористили су га 37,7% од првих милион веб-сајтова, 49,7% од првих 100,000 веб -сајтова, а 57,0% од 10.000 најбољих веб-сајтова. Према BuiltWith, користи се на 38,2% од 10.000 најбољих веб-сајтова, а његов раст је у оквиру првих највећих 10.000, 100.000 и милион сегмента. Wikipedia користи Nginx као њен SSL termination proxy. Од OpenBSD издање 5.2 (1. новембар 2012), Nginx је постао део OpenBSD базног система, пружајући алтернативу системском алату Apache 1.3, за који је постојала намера да се замени, али је касније OpenBSD заменио властити httpd(8).

## Предности
Неке од предности Енџиникса су:
- мали меморијски захтеви,
- велики број истовремених конекција,
- велика брзина одзива, и
- једноставна инсталација и конфигурација.[13][14][15]